# 텔 레일란
텔 레일란(Tell Leilan)은 시리아 하사카주 하부르강 분지의 와디 자라(Jarrah)에 위치한 아시리아 및 아카드 유적이다.